# Jiří Beran (Fechter)
Jiří Beran (* 18. Januar 1982 in Prag) ist ein tschechischer Degenfechter.

## Erfolge
Jiří Beran nahm an den Olympischen Spielen 2016 in Rio de Janeiro im Einzel teil, wo er bereits in der ersten Runde dem Brasilianer Athos Schwantes mit 6:8 unterlag und ausschied. Mehrere Erfolge gelangen ihm daraufhin zunächst bei Europameisterschaften. 2017 belegte er in Tiflis im Mannschaftswettbewerb den dritten Platz, während er im Einzel das Viertelfinale erreichte, in dem er sich Sergei Chodos geschlagen geben musste. Noch besser liefen die Europameisterschaften 2019 in Düsseldorf für Beran, bei denen er erstmals ins Halbfinale einzog. Gegen den späteren Europameister Yuval Freilich aus Israel verlor er dieses mit 8:15.
Bei den Olympischen Spielen 2024 in Paris war für Beran in der Einzelkonkurrenz der Wettkampf erneut nach dem ersten Gefecht vorzeitig zu Ende. Gegen seinen Auftaktgegner Romain Cannone aus Frankreich unterlag er mit 8:15. Wesentlich erfolgreicher verlief der Mannschaftswettbewerb. Gemeinsam mit Jakub Jurka, Martin Rubeš und Michal Čupr bezwang er im ersten Gefecht Italien mit 43:38. Das Halbfinale gegen Japan ging zwar mit 37:45 verloren, Dank des anschließenden 43:41-Erfolgs gegen Frankreich sicherten sich die Tschechen aber schließlich noch den Gewinn der Bronzemedaille.